# Pädagogische Hochschule Regensburg
Die Pädagogische Hochschule Regensburg war eine Hochschule zur Lehrerausbildung, die organisatorisch zur Ludwig-Maximilians-Universität München gehörte und von 1958 bis 1972 existierte.

## Geschichte
Nach dem Ende der geistlichen Schulaufsicht im bayerischen Königreich sah bereits die Weimarer Verfassung des Deutschen Reichs von 1919 für die Volksschullehrer eine universitäre Ausbildung vor. Dennoch fand die Lehrerbildung zunächst an Seminaren, in Bayern Lehrerbildungsanstalten genannt, und von 1954 bis 1958 an viersemestrigen „Instituten für Lehrerbildung“, auch „Deutsches Gymnasium“ genannt, statt.
Nach Regensburg kam ein solches Institut im Oktober 1957. Untergebracht war es in dem Gebäude des kurz zuvor aufgelösten Studien- und Musikseminars zur Alten Kapelle in der Salzburgergasse 1. Im Juni 1958 erließ der Landtag und die Landesregierung nach zum Teil heftigen schulpolitischen Kämpfen das „Gesetz über die Ausbildung für das Lehramt an Volksschulen“. Dieses Gesetz sah vor, dass die bestehenden Institute in selbständige Einrichtungen der Landesuniversitäten umgewandelt und fortan als Pädagogische Hochschule bezeichnet wurden. Das Regensburger Institut wurde organisatorisch mit Augsburg und München-Pasing der Universität München zugeordnet.
Die Pädagogische Hochschule war seinerzeit sechssemestrig und konnte nur noch mit allgemeiner Hochschulreife besucht werden. Sie war bis 1967 konfessionell, in Regensburg römisch-katholisch, ausgerichtet, wie es im Bayerischen Konkordat von 1924 in Artikel 5 vereinbart wurde. Ein Promotionsrecht besaß sie nicht. Im Juli 1970 sah das „Gesetz zur Änderung des Lehrerbildungsgesetzes“ vor, dass die Pädagogischen Hochschulen bis August 1972 aufzulösen bzw. in die Erziehungswissenschaftlichen Fachbereiche der Landesuniversitäten einzugliedern sind. Im August 1972 integrierte man deshalb die Pädagogische Hochschule Regensburg der Universität München in die zwischenzeitlich am 10. Juli 1962 per Beschluss des Bayerischen Landtags gegründete Universität Regensburg.
Nicht zu verwechseln ist die PH mit der 1923 gegründeten staatlichen Philosophisch-theologischen Hochschule Regensburg, die ebenfalls in die 1967 neu eröffnete Universität Regensburgs eingegliedert wurde. An dieser Hochschule wurden von 1947 bis 1954/55 neben den regulären Priesteramtsstudenten zur Entlastung der Universitäten München, Würzburg und Erlangen jährlich etwa 3000 Studenten ausgebildet.